# جليزا 422b

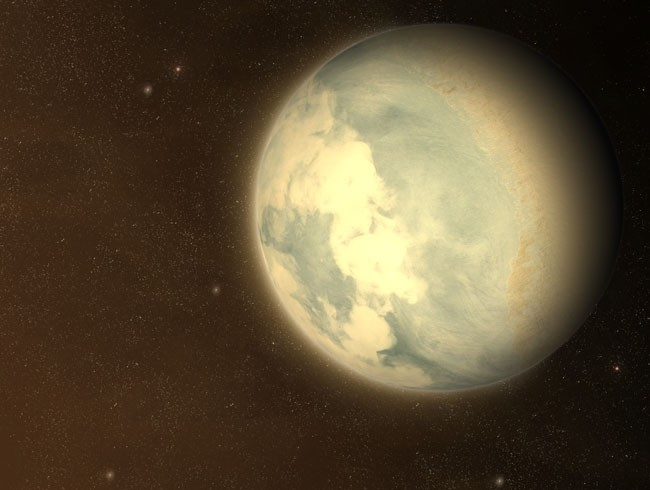

غليزا 422 ب  (تلفظ باللاتينية:ɡli:zə) و (Gliese) جليسي
بالإنجليزية، غليزا  أحد الكواكب غير المؤكدة خارج النظام الشمسي في مجموعه جليسي النجميه. يدور حول النجم غليزا 422 المعروف أيضا بأسم نجمة اينيس  وهو قزم أحمر يبعد عن الشمس 41 سنة ضوئية  في كوكبة القاعدة 

## الاكتشاف
اكتشاف هذا الكوكب في عام 2014 . عن طريق المرصد الأوروبي الجنوبي بتحليل أرشيف بيانات اجهزة المطياف HARPS وقياس السرعة الاشعاعية وجهاز الأشعة فوق البنفسجية 
الكوكب يقع داخل نظام نجمي متكون من هذا كوكب الصخري الشبيه بالارض وكوكب ثاني غازي يشبه نبتون

## البعد عن النجم
يقع هذا الكوكب الصخري في النطاق الصالح للحياة أي انه يبعد عن نجمه 0.11 إلى 0.21 وحدة فلكية.. الكوكب الثاني كوكب غازي يقع في مدار بعيدا عنه

## مواضيع ذات صله
- غليزا 422
- كوكب WASP-39b
- قزم أحمر
- كوكب
- طرق اكتشاف كواكب خارج المجموعة الشمسية
- HD 131399 Ab